# Systemtechnik
Als Systemtechnik bezeichnet man eine Fachrichtung der Ingenieurwissenschaften (in diesem Kontext zum Teil synonym zu Systems Engineering), aber auch verschiedene Aufbau- und Verbindungstechniken. Zumeist wird der Begriff in Verbindung mit der Mikrosystemtechnik genannt. Er bedeutet in der Unterscheidung zu den Mikrotechnologien die Verbindung verschiedener einzelner Module eines Systems und deren Konzeption.
Daneben existieren weitere fachspezifische Bezeichnungen, beispielsweise für Verfahrenstechnik, Raumanalyse, und Schienenverkehrsplanung. In den Life Sciences existiert die Biosystemtechnik.

## Studium
Als Fachrichtung der Ingenieurwissenschaften baut das Studium auf einem fundierten mathematisch-naturwissenschaftlichen Grundwissen auf. Zum Studium gehören alle oder einige der folgenden Disziplinen:
- Mechatronik und Robotik
- Ingenieurinformatik
- Elektronik
- Regelungstechnik

Die Systemtechnik versucht, mit einem ganzheitlichen Ansatz an den Entwurf komplexer Systeme heranzugehen, im Unterschied zu den Spezialisten, die sich auf den Entwurf der Teilsysteme konzentrieren.
Dabei kommen zunehmend digitale Methoden, Modelle und Techniken zum Einsatz, um die Komplexität von ganzheitlichen Entwurfsansätzen effektiv zu handhaben. Das ist immer mehr eine Grundvoraussetzung für die Herstellung und den kompletten Lebenszyklus von komplexen Systemen.